# Pyrrhogyra cuparina
Pyrrhogyra cuparina är en fjärilsart som beskrevs av Bates 1865. Pyrrhogyra cuparina ingår i släktet Pyrrhogyra och familjen praktfjärilar. Inga underarter finns listade.